# Stará radnice (Künzelsau)
Stará radnice je hrázděná stavba v německém Künzelsau (zemský okres Hohenlohe), stojící na Hauptstraße 41. Byla postavena roku 1522.
Budova ve franckém stylu byla postavena po požáru v roce 1522, až do roku 1989 zde sídlila městská správa. Někdy byla také používána pro jiné účely, například jako tržnice. V současné době zde sídlí městská knihovna. Kamenná deska na budově nese nápis IN DISEM 1522 JAR IST DIS RATHAUS VON NEUEM ERBAUET WORDEN. Severní část radnice je zdobena erby a medailonem, která zobrazuje hlavu Jana Křtitele.
Předpokládá se, že radnice v Künzelsau byla od roku 1400. Není jasné, zda tato radnice stála na stejném místě jako současná radnice. Hlavní ulice, centrální osa starého města, sleduje průběh potoka, který protéká pod Starou radnicí. 